# 스파이더맨: 턴 오프 더 다크
스파이더맨: 턴 오프 더 다크(Spider-Man: Turn Off the Dark)는 스파이더맨을 바탕으로 한 뮤지컬이다. 브로드웨이 연극 역사상 제작비용이 제일 많은 뮤지컬이며, 2011년 6월 14일 초연되었다. 당초에는 배우들의 사고 등으로 인해 악평이 끊이질 않았다.